# Trier
 For alternative betydninger, se Trier (flertydig). (Se også artikler, som begynder med Trier)
Trier er Tysklands ældste by, beliggende ved floden Mosel i delstaten Rheinland-Pfalz og i nærheden af grænsen til Luxembourg.
Under Julius Cæsar lagde romerne de keltiske trevanere under sig mellem 58 f.Kr. og 50 f.Kr. Da de romerske provinser blev reorganiseret i år 16 f.Kr., besluttede Augustus, at Trier, da kaldt Augusta Treverorum, skulle være regionshovedstad. Fra år 259 til 274 var Trier hovedstad for den galliske del af romerriget.
Byen er kendt for sine velbevarede romerske bygninger, blandt andet Porta Nigra, den bedst bevarede byport nord for Alperne, et fuldstændigt amfiteater, ruiner af romerske bade, og den store,såkaldte basilika, den romerske kejser Konstantin den Stores tronsal, som i dag er en luthersk kirke.
Trier er det ældste bispesæde i Tyskland. I middelalderen var ærkebiskoppen af Trier også en betydningsfuld fyrste, der kontrollerede landområder fra den franske grænse til Rhinen. Han var en af de syv kurfyrster, som kårede kejsere af det tysk-romerske rige.
Trier er også fødested for filosoffen Karl Marx.